# John Carroll
John Caroll (n. 8 ianuarie 1735, Upper Marlboro⁠(d), Maryland, SUA – d. 3 decembrie 1815, Baltimore, America Britanică⁠(d), Regatul Marii Britanii) a fost primul episcop catolic din Statele Unite ale Americii, întemeietorul Universității Georgetown, cea mai veche universitate catolică din Statele Unite.

## Viața
În anul 1748, la vârsta de 12 ani, a fost trimis la studii în nordul Franței, la colegiul iezuit din Saint-Omer. În anul 1753 a intrat în ordinul iezuit. În data de 14 februarie 1761 a fost hirotonit preot la Liège. Începând cu anul 1762 a fost profesor de filozofie la colegiul englez din Liège, mai apoi la Bruges. Carroll a profesat în Europa aproape până la împlinirea vârstei de 40 de ani.